# Motionless in White
Motionless in White é uma banda americana de metalcore originária de Scranton, Pensilvânia. Formada em 2004, a banda é composta pelo vocalista principal Chris "Motionless" Cerulli, pelos guitarristas Ryan Sitkowski e Ricky "Horror" Olson, pelo baterista Vinny Mauro e pelo baixista Justin Morrow. Christ é o único membro da formação original que permanece na banda. O grupo afirmou que o nome da banda foi derivado da música "Motionless and White" da banda Eighteen Visions.
Motionless in White assinou contrato com a Fearless Records para os três primeiros álbuns de estúdio; o quarto álbum, Graveyard Shift, foi lançado em maio de 2017 pela Roadrunner Records. Seu quinto álbum, Disguise, foi lançado em junho de 2019, seguido pelo sexto álbum, Scoring the End of the World, em junho de 2022.

## História

### Formação, primeiros anos eWhen Love Met Destruction(2004–2009)
O Motionless in White foi fundado no verão de 2004 pelos membros Chris Motionless, que tocava guitarra e fazia os vocais principais, Angelo Parente na bateria, Frank Polumbo na guitarra e Kyle White no baixo durante o ensino médio. Para seus dois primeiros shows a banda era conhecida como "One Way Ticket" e depois como "When Breathing Stops" pelo restante de 2004. No Dia de Ano Novo de 2005, eles decidiram pelo nome atual. Chris Motionless e outros membros citaram bandas como Poison the Well, Slipknot, Marilyn Manson, Johnny Cash, Depeche Mode e outros grupos musicais como principais influências. Em 2005, lançaram sua demo autopublicada.
No ano seguinte ao lançamento da demo, o novo membro Josh Balz foi adicionado como tecladista da banda, Frank Polumbo assumiu o baixo e novos membros, Michael Costanza e Thomas "TJ" Bell, foram adicionados como os novos guitarristas, movendo Chris Motionless exclusivamente para os vocais principais. A banda foi descoberta por Zach Neil enquanto se apresentava em uma boate local. Neil primeiro assinou a banda para gerenciamento e depois para sua gravadora, a Masquerade Recordings. Eles gravaram seu primeiro EP, The Whorror, produzido por Zach Neil e mixado por Dan Malsch, lançado pela Masquerade Recordings/Warner Music Group em 2007.
Após turnês em apoio ao EP The Whorror, o Motionless in White escreveu músicas suficientes para um álbum completo. O disco foi nomeado When Love Met Destruction. Foi gravado em 2008, inicialmente em um estúdio de gravação e depois concluído na casa de Zach Neil, sendo lançado no mesmo ano pela Masquerade Recordings. Neil adicionou a banda ao seu palco na Warped Tour com o novo disco em mãos, e a banda chamou rapidamente a atenção de Shawn Milke, da Alesana, que ofereceu-se para gerenciar a banda. Pouco depois, Bob Becker, da Fearless Records, entrou em contato com Zach Neil para fazer uma oferta de compra do contrato de gravação do Motionless in White e assinar a banda pela Fearless. O grupo e Neil concordaram, e a Tragic Hero foi convidada para incubar o primeiro lançamento oficial para ajudar no crescimento da banda até a estreia pela Fearless. A banda nunca foi realmente assinada com a Tragic Hero Records.
A banda se separou do guitarrista Michael Costanza e trouxe o atual guitarrista Ryan Sitkowski como seu substituto. Apesar de ter assinado com a Fearless antes dos meses que antecederam o lançamento da versão em EP de When Love Met Destruction, ela foi distribuída pela Tragic Hero em 17 de fevereiro de 2009. A música "Ghost in the Mirror" foi lançada como o primeiro single da banda e teve um videoclipe produzido para ela.

### Creaturese mudança na formação (2009–2011)
Após o lançamento de When Love Met Destruction, o baixista Frank Polumbo deixou o Motionless in White por razões desconhecidas, deixando Ricky "Horror" Olson, como o novo baixista permanente em outubro de 2009. Meses depois, o Motionless in White entrou no estúdio em maio de 2010 para gravar seu primeiro álbum completo, Creatures com Andrew Wade como produtor. O primeiro single do álbum, "Abigail", estreou na Revolver Magazine em 30 de agosto e foi lançado no iTunes no dia seguinte. Um videoclipe da música foi lançado alguns meses depois, seguido por vídeos musicais nos próximos 2 anos para a faixa-título "Creatures", a primeira faixa da gravação "Immaculate Misconception" e um vídeo musical ao vivo para "Puppets (The First Snow)", que foi filmado durante a turnê da banda no The All Stars Tour em 2011.
"Creatures" foi lançado em 12 de outubro de 2010, pela Fearless, e alcançou a 175ª posição nas paradas da Billboard 200 e a 6ª posição nas paradas Heatseekers.
Em 4 de maio de 2011, o guitarrista Thomas Joseph "TJ" Bell foi demitido da banda. As razões para o ocorrido, explicadas pela perspectiva de Bell, foram que enquanto ele estava lidando com as funções de tocar baixo para o Escape the Fate, esperava-se que ele se encontrasse com o restante do Motionless in White em Orlando, Flórida, no final daquela turnê. Segundo a banda, Bell os deixou no meio da agenda de turnês do Motionless in White para ser baixista substituto no Escape the Fate e também não informou os outros membros com antecedência suficiente de que não estaria disponível durante essas semanas. Essa ação fez com que a banda ficasse sem as partes de guitarra rítmica durante suas apresentações. O Motionless in White afirmou: "Se nossa performance ao vivo não dependesse muito de ter 2 guitarristas, não teria sido um grande problema para nós... mas infelizmente ter apenas um guitarrista em uma banda como a nossa prejudica muito o show. Concordamos em deixar TJ ir", junto com uma explicação sobre como tiveram muitos desentendimentos com Bell ao longo dos anos da banda.
Após a saída de Bell, Olson então trocou sua posição na banda de baixista para guitarrista rítmico, o que deixou o grupo novamente em audições em busca de um novo baixista. Nas turnês em que o Motionless in White se apresentou após a mudança de Olson, um homem com um nome desconhecido começou a tocar baixo, finalmente confirmado como Devin Sola, que agora atende por "Ghost", um baixista substituto. Sola foi oficialmente confirmado como o novo baixista da banda em 27 de novembro de 2011.

### Infamous(2012–2014)
No início de 2012, o Motionless in White contribuiu para o álbum Kerrang! Metallica The Black Album: Covered na música "My Friend of Misery".
O Motionless in White decidiu trabalhar com dois produtores separados para alcançar uma ampla variedade de sons e estilos para Infamous. Foi então anunciado que seria produzido por Jason Suecof e pelo músico Tim Sköld. Em 25 de setembro, "Devil's Night" foi lançado como o primeiro single do álbum. Em 9 de outubro, o segundo single "If It's Dead, We'll Kill It" foi lançado. Em 13 de novembro de 2012, o videoclipe do single "Devil's Night" foi lançado, junto com o álbum completo. infamous inicialmente alcançou a 53ª posição no Billboard 200, a 19ª posição no Top Rock Albums, a 9ª posição no Top Independent Albums e a 5ª posição no Top Hard Rock Albums.
O ex-baterista do Motionless in White, Angelo Parente, anunciou sua saída da banda em 11 de março via Tumblr, dizendo 'Depois de fazer isso desde os 17 anos, as turnês incessantes e tudo mais que vem com a vida de um músico finalmente me alcançaram.'. Ele deixou a banda em bons termos, e não há sinal de conflitos internos. Brandon Richter, ex-membro de The Witch Was Right, foi anunciado como o novo baterista em 23 de abril de 2013. Essa ação deixou Chris Motionless como o último membro original da banda.
Em 23 de abril, a banda lançou o terceiro single de Infamous, "America", acompanhado por um vídeo com a letra da música. Em 3 de junho, outro vídeo, dirigido pelo percussionista do Slipknot, Shawn Crahan, foi lançado para o single. O vídeo também contou com a participação do percussionista do Slipknot, Chris Fehn. Em 11 de junho de 2013, o Motionless in White lançou a Edição Deluxe de Infamous, apresentando versões remixadas e remasterizadas de todas as faixas originais, junto com duas novas músicas, remixes de Celldweller, Combichrist e Ricky Horror, e bateria regravada por Richter.
O Motionless in White fez sua primeira turnê completa no Reino Unido em setembro de 2013 com The Defiled e Glamour of the Kill. Mais tarde, eles apoiaram bandas como In This Moment na 'Hellpop Tour' de outubro a novembro e All That Remains de novembro a dezembro de 2013. O Motionless in White se apresentou no Mayhem Festival de 2013.

### Reincarnate(2014–2016)
Em 23 de janeiro de 2014, a banda anunciou uma breve turnê como atração principal em março com The Plot in You, Like Moths to Flames, For the Fallen Dreams e The Defiled, com For Today aparecendo em San Antonio. Após a turnê, a banda entraria em estúdio para trabalhar em seu álbum sucessor de Infamous.
Em 5 de fevereiro, o Motionless in White foi anunciado para tocar no Vans Warped Tour no palco principal. No mesmo dia, a banda confirmou que faria um cover de "Du hast" do Rammstein para a série de compilação Punk Goes..., Punk Goes 90s Vol. 2. No final daquele mês, o baterista Brandon Richter lançou uma declaração de que não faria mais parte da banda; no entanto, agradeceu todo o apoio que recebeu e saiu em bons termos, embora não tenha dado motivos específicos para deixar a banda.
Em uma entrevista para a revista Rock Sound, Chris Motionless expressou que gravar o terceiro álbum foi muito mais fácil em comparação com Infamous, pois "...o cronograma estava contra mim, e havia um conflito interno acontecendo, tentando mudar para um estilo de música diferente e cometendo muitos erros pelo caminho." Ele afirmou que o som do álbum terá a agressividade que Creatures tinha e que Infamous carecia, e também terá um estilo mais consistente.
Em 23 de abril de 2014, o terceiro álbum de estúdio da banda, Reincarnate, foi anunciado nas redes sociais, com uma data de lançamento prevista para 16 de setembro de 2014. A banda afirmou que permanece como um quinteto e trabalhará com bateristas de turnê e sessão. Em 11 de junho, a Fearless Records lançou um vídeo apresentando a arte do álbum e continha um teaser para seu próximo single de mesmo nome, que seria lançado em 1º de julho, mas foi adiado para 8 de julho. O grupo foi anunciado como ato de abertura para a turnê do A Day to Remember intitulada Parks & Devastation Tour, que aconteceu durante setembro e outubro, e os acompanhou ao lado de Bring Me the Horizon e Chiodos. O Motionless in White também anunciou uma turnê com a banda de metal gótico Lacuna Coil na Europa, com a banda Devilment (liderada pelo vocalista Dani Filth, da Cradle of Filth) os apoiando. A turnê começou no final de outubro, continuando até novembro. A banda foi anunciada como uma das atrações do South by So What?! festival em março no QuikTrip Park em Grand Prairie.
Durante o verão de 2015, o Motionless in White fez turnê junto com Slipknot, Lamb of God e Bullet for My Valentine como parte da Summer's Last Stand Tour, que ocorreu de 24 de julho a 5 de setembro.

### Graveyard Shift(2016–2018)
O vocalista Chris Motionless afirmou que o novo álbum da banda não seria lançado pela Fearless Records. Em 23 de junho de 2016, o Motionless In White lançou o single intitulado "570", do seu próximo álbum de estúdio, que será lançado pela Roadrunner Records. No outono de 2016, a banda embarcou na turnê Nocturnal Underground com Breaking Benjamin e Korn. Em 31 de outubro, a Roadrunner anunciou que o álbum se chamaria Graveyard Shift. A banda se aproximou dos fãs com um concurso para designar a arte do novo álbum.
Em 10 de janeiro de 2017, o tecladista Josh Balz anunciou sua saída da banda após 10 anos. Ele afirmou que queria mais tempo disponível para administrar seu negócio pessoal
Em 26 de janeiro, a banda lançou o segundo single de Graveyard Shift, intitulado "Eternally Yours". Um dia depois, foi revelado que Graveyard Shift seria lançado em 5 de maio de 2017. A banda também revelou que estava abrindo um concurso de arte para o novo álbum, cujo vencedor teria sua obra apresentada na capa do disco.
Em 3 de março, a banda revelou a arte oficial do álbum criada por Crystal Johnson e a lista de faixas, seguida pelo lançamento do terceiro single, "LOUD (Fuck It)".
Em 30 de abril, o Motionless in White estreou a música "Rats", alguns dias antes do lançamento inicial do álbum. Após o lançamento do álbum, a banda embarcou na turnê Half God Half Devil com In This Moment, percorrendo os Estados Unidos e várias áreas da Europa.
A banda iniciou nos EUA sua turnê como atração principal, The Graveyard Shift Tour, de setembro a outubro de 2017, e trouxe a turnê para a Europa no início de 2018. O Motionless In White foi acompanhado na parte dos EUA desta turnê por Miss May I e The Amity Affliction, juntamente com o convidado especial, William Control. Bem como partes europeias e americanas de janeiro a março de 2018.
Em 4 de maio de 2018, a banda anunciou a saída do baixista de longa data Devin "Ghost" Sola, citando problemas pessoais de saúde mental como um fator importante. O ex-guitarrista TJ Bell foi posteriormente anunciado para preencher as funções necessárias para o festival Summer Warped Tour.

### Disguise(2019-presente)
Em 6 de maio de 2018, Chris Motionless anunciou via Instagram que um novo álbum seria lançado em 2019. Ele afirmou que ele, junto com Ryan Sitkowski e Ricky Olson, começariam a escrever em tempo integral antes da turnê com o Warped Tour naquele verão.
Durante o verão de 2018, a banda embarcou na última turnê pelo país do Vans Warped Tour, que ocorreu de 21 de junho a 5 de agosto de 2018. Após a saída de Devin Sola, a banda se reuniu com o ex-guitarrista TJ Bell para a turnê. Após o término da turnê, a banda tirou o resto do ano de folga, com exceção de alguns festivais, shows de Halloween e um show em clube em sua cidade natal de Scranton, para trabalhar no próximo álbum. Para suas últimas aparições em 2018, Justin Morrow, do Ice Nine Kills, excursionou com eles no baixo.
No início de março, a banda anunciou que faria uma turnê durante o verão com Alice Cooper e Halestorm. Poucos dias depois, anunciaram que fariam uma co-headliner com o Atreyu ao longo de abril e início de maio. No dia anterior ao início da turnê Spring Invasion com o Atreyu, a banda começou a publicar prévias das novas músicas por meio de suas contas nas redes sociais.
Em 24 de março de 2019, o Motionless in White anunciou via Instagram que o membro do Ice Nine Kills, Justin Morrow, deixaria o Ice Nine Kills e se juntaria ao Motionless in White em tempo integral no baixo.
Em 17 de abril, a banda anunciou seu novo álbum Disguise, com lançamento marcado para 7 de junho de 2019. No mesmo dia, lançaram dois singles do álbum intitulados "Disguise", e "Brand New Numb".
Em 10 de maio, a banda lançou o terceiro single "Undead Ahead 2: The Tale of the Midnight Ride" e seu videoclipe correspondente.
Em 5 de junho, alguns dias antes do lançamento do álbum, a banda estreou a música "Thoughts & Prayers" no programa Rock Show da BBC Radio 1, apresentado por Daniel P. Carter. Esta foi a primeira aparição do guitarrista principal Ryan Sitkowski cantando em um álbum. Em 27 de junho, a banda lançou um videoclipe correspondente para o segundo single do álbum, "Brand New Numb".

Em 12 de junho, o Motionless in White lançou um documentário sobre a gravação e a criação de seu quinto álbum Disguise. O documentário mostra como o processo de fazê-lo, juntamente com o significado do trabalho completo para a banda. Também há trechos dos membros fazendo piadas durante as sessões no estúdio. Enquanto o documentário se desenrola, é possível ouvir os instrumentais de todo o álbum. O comentário inclui entrevistas com a banda e o que eles pensam sobre o álbum por completo. Existem muitos pontos no vídeo que discutem os significado, com Chris Motionless dizendo:
"E com este disco, eu me inclinei fortemente para escrever sobre a longa jornada de admitir para mim mesmo que estou lidando com muitas coisas mentalmente, enquanto simultaneamente estou no melhor e mais feliz momento da minha vida, eu também estava em um dos lugares mais sombrios e essa contradição desses sentimentos fermentou em minha cabeça e me deixou cada vez mais confuso com a minha vida em geral, até que um dia eu simplesmente perdi o controle e desmoronei e aí começa basicamente a história de tantas dessas músicas".
Embora o álbum tenha muitas emoções, há também diferentes sentimentos, com Ryan Sitkowski dizendo que esta é uma "versão solidificada do que o Motionless in White realmente é". As gravações mostradas são das músicas que podem ser ouvidas em todo o disco, com a música "Another Life" sendo uma trilha de fundo durante partes do vídeo. Justin Morrow é mostrado no documentário, já que ele acabou de se juntar à banda e ajudou durante o processo, onde é possivel vê-lo fazendo screaming de fundo. O docomentário mostra como foi fazer este álbum e dá mais informações sobre o significado dele como um todo.
Antes de iniciar a Disguise Tour na Europa, a banda embarcou na The Trick 'R Treat Tour, na qual eram a atração principal, juntamente com alguns shows com o In This Moment. A banda também anunciou que faria turnê com o Beartooth na The Diseased and Disguised Tour em janeiro de 2020. À medida que 2019 chegava ao fim, eles anunciaram vários shows em festivais europeus durante o verão, como Rock am Ring e Graspop Metal Meeting, junto com um show em Varsóvia, na Polônia, com o August Burns Red, marcando sua primeira vez no país. No entanto, todos os shows europeus foram cancelados devido à pandemia de COVID-19.
Em maio de 2020, durante uma entrevista ao vivo, Chris Motionless anunciou que já estavam trabalhando em seu próximo álbum e assegurou que as músicas seriam mais pesadas, embora a gravação pudesse ser adiada devido à pandemia. Em 9 de setembro, a banda lançou seu cover da música "Somebody Told Me" da banda The Killers nos serviços de streaming de música. Em 5 de outubro, a banda anunciou que lançaria uma reedição de 10 anos do álbum intitulada Creatures X em 9 de outubro.
Em 14 de maio de 2021, a banda lançou o que chamam de The Quarantine Experiments, na forma de uma edição de synthwave de sua música "Voices". Em 20 de agosto, a banda lançou um novo single intitulado "Timebomb".

### Scoring the End of the World(2022–present)
Em 7 de março de 2022, a banda anunciou que planejava lançar nova música em 11 de março, com um teaser de vídeo de 30 segundos dando pistas sobre a possibilidade de nova música. Naquele dia, foi lançado oficialmente o single "Cyberhex" com a participação de Lindsay Schoolcraft, juntamente com seu videoclipe. Ao mesmo tempo, eles lançaram oficialmente a capa e a lista de faixas de seu sexto álbum de estúdio, Scoring the End of the World, que foi lançado em 10 de junho de 2022.
Em 14 de abril, o Motionless in White revelou o segundo single "Masterpiece" e seu videoclipe correspondente. Em 13 de maio, a banda lançou o terceiro single "Slaughterhouse" com a participação de Bryan Garris, do Knocked Loose. Em 3 de junho, uma semana antes do lançamento do álbum, lançaram a faixa-título "Scoring the End of the World" com a participação de Mick Gordon.
Em abril de 2023, ocorreu o anúncio de uma turnê durante o verão chamada The Dark Horizon Tour, que tem shows conjuntos com o In This Moment. Poucas semanas depois, a banda anunciou uma turnê no outono com Knocked Loose, After the Burial e Alpha Wolf, intitulada The Touring The End of the World Tour. Em 7 de julho de 2023, foi publicado o anúncio da edição deluxe do álbum, que foi lançada em 8 de setembro de 2023. Ao mesmo tempo, a banda revelou oficialmente a lista de faixas.

## Estilo musical, influências e letras
A banda é descrita pelo AllMusic como uma mistura de metalcore, metal gótico e metal industrial. Eles também foram chamados de "horror-metal", "metalcore gótico" e nu metal.
A estrutura das músicas do grupo frequentemente apresenta riffs acompanhados ocasionalmente de blast beats durante os versos, além de breakdowns presentes nas músicas. Os efeitos de teclado da banda também são notados, sendo afirmado que adicionam uma "atmosfera sombria e inquieta" à música em seu álbum de estreia, Creatures. O som em seu segundo álbum, Infamous, foi dito se assemelhar ao Marilyn Manson pela Alternative Press, Revolver e Kerrang!.
Os próprios membros da banda afirmaram serem influenciados por uma ampla variedade de artistas, tais como AFI, Aiden, As I Lay Dying, Atreyu, August Burns Red, Avenged Sevenfold, Bauhaus, The Black Dahlia Murder, Bleeding Through, Christian Death, Cradle of Filth, The Cure, Danzig, Depeche Mode, Eighteen Visions, Every Time I Die, Gojira, HIM, Black Sabbath, Himsa, It Dies Today, KMFDM, Johnny Cash, Korn, Sex Pistols, Linkin Park, Marilyn Manson, Misfits, Metallica, Morrissey, Nine Inch Nails, Underoath, Psyclon Nine, Rammstein, Rob Zombie, Slipknot, The Sisters of Mercy, The Smiths, e Suicide Commando.

## Integrates
| Membros atuais - Chris "Motionless" Cerulli – vocais principais (2004–presente); guitarra rítmica (2004–2006) - Ryan Sitkowski – guitarra principal (2008–presente); baixo (2011, 2018–2019) - Ricky "Horror" Olson – guitarra rítimica (2011–presente); ajuda em vocais principais (2020–presente); baixo (2009–2011, 2018–2019); vocais de apoio (2009–2020) - Vinny Mauro – bateria (2014–presente) - Justin Morrow – baixo, vocais de apoio (2019–presente; membro de turnê 2018–2019) | Ex-membros - Kyle White – baixo (2004–2006) - Mike Costanza – guitarra priciapal (2006–2008) - Frank Polumbo – baixo (2006–2009); guitarra principal (2004–2006) - Thomas "TJ" Bell – guitarra rítima, ajuda nos vocais principais (2006–2011); baixo, vocais de apoio (membro de turnê 2018) - Angelo Parente – bateria (2004–2013) - Brandon "Rage" Richter – bateria (2013–2014) - Josh Balz – teclados, vocais de apoio (2006–2017) - Devin "Ghost" Sola – baixo, vocais de apoio (2011–2018) Membros de estúdio e músicos de turnê - Kimber Parrish – baixo (2011) - Pablo Viveros Segura – bateria, vocais de apoio (2012) - Marie-Christine Allard – teclados (2017) - Tom Hane – bateria (2014, 2017, 2019) |

Timeline

## Discografia
Álbuns de estúdio
- Creatures (2010, Fearless)
- Infamous  (2012, Fearless)
- Reincarnate (2014, Fearless)
- Graveyard Shift (2017, Roadrunner)
- Disguise (2019, Roadrunner)
- Scoring the End of the World (2022, Roadrunner)

EPs
- The Whorror (2007, Masquerade)
- When Love Met Destruction (2009, Tragic Hero)